# Lemselermaten
Lemselermaten is een Natura 2000-gebied in de Nederlandse provincie Overijssel in de gemeente Dinkelland, zuid-oost van het dorp Weerselo.
In Lemselermaten zijn vochtige heiden, schrale graslanden en moerasbos. Het ligt langs de Weerselerbeek en Dollandbeek, aan de westelijke voet van de stuwwal van Oldenzaal.